# 128년

## 연호
- 후한(後漢) 영건(永建) 3년

## 기년
- 후한(後漢) 순제(順帝) 3년
- 신라(新羅) 지마 이사금(祗摩泥師今) 17년
- 고구려(高句麗) 태조대왕(太祖大王) 76년
- 백제(百濟) 기루왕(己婁王) 52년 / 개루왕(蓋婁王) 원년

## 사건
- 백제, 기루왕 세상을 떠남.  개루왕 왕의 자리에 오름.

## 사망
- 백제(百濟) 3대 국왕 기루왕 (재위 : 77년 - 128년)